# Гідрогеологія Канади
Канада має великі запаси поверхневих прісних вод високої якості, за рахунок яких задовольняє до 90 % потреб країни у воді.
Підземні води вивчені відносно слабко.
У межах Аппалачів і Скелястих гір їх ресурси обмежені. На Канадському щиті запаси підземних вод невеликі. Вони приурочені до зон тріщинуватості докембрійських порід та до піщаних і карбонатних горизонтів платформного чохла. У області Внутрішніх рівнин і на півдні Онтаріо ресурси вод приурочені до четвертинних відкладів. Корінні породи чохла Північно-Американської платформи в області Внутр. рівнин складають артезіанські басейни. Склад вод міняється від бікарбонатно-магнієвого до бікарбонатно-натрієвого і сульфатно-натрієвого. На Північно-Західних територіях та в провінціях Манітоба,Нова Шотландія, Нью-Брансуїк відомі виходи високомінералізованих хлоридно-натрієвих вод. Головний водоносний горизонт, що містить прісні води — верхня крейда.